# Apocheiridium reddelli
Apocheiridium reddelli är en spindeldjursart som beskrevs av William B. Muchmore 1992. Apocheiridium reddelli ingår i släktet Apocheiridium och familjen dvärgklokrypare. Inga underarter finns listade i Catalogue of Life.